# Olajide Olatunji
Olajide Olayinka Williams „JJ” Olatunji, znany jako KSI lub KSIOlajideBT (ur. 19 czerwca 1993 w Watford) – angielski youtuber, raper oraz bokser nigeryjskiego pochodzenia. Prowadzi dwa kanały w serwisie YouTube o nazwie „KSI” oraz „JJ Olatunji” (wcześniej „KSIOlajidebtHD V”), które kolejno w 2015 i 2020 roku przekroczyły barierę 10 milionów subskrypcji. 
Olatunji jest również członkiem siedmioosobowej grupy youtuberów o nazwie Sidemen. Kanał grupy również ma ponad 20 milionów subskrybcji na YouTube.

## Kariera internetowa
Jego pseudonim internetowy, "KSIOlajideBT", pochodzi z połączenia nazwy jego klanu z gry Halo, imienia youtubera oraz skrótu nazwy British Telecom. Swój pierwszy kanał założył 24 kwietnia 2008 roku i nazwał go "JideJunior". Pierwszym filmem opublikowanym na tym kanale jest szkolne zadanie domowe utworzone w programie Windows Movie Maker. Film został dodany dzień po utworzeniu kanału.
Swój aktualny i najpopularniejszy kanał założył 24 lipca 2009 roku. Odwołując się do jego strony internetowej, youtuberzy – Hjerpseth i Wepeeler zainspirowali go do nagrywania filmów z gier z serii FIFA. Na kanał pod nazwą "KSI" (wcześniej "KSIOlajidebtHD") nagrywał głównie letsplay'e oraz vlogi. Tematyka publikowanych przez JJ'a filmów, poza piłką nożną i gamingiem, zahaczała o satyrę oraz czarny humor. Największą popularność zyskał dzięki letsplay'om z FIFY. Aby urozmaicać swoje filmy na kanale, często w jego publikacjach występowała rodzina JJ'a (głównie ojciec oraz brat). Spopularyzował on również filmy typu Q&A, gdzie fani youtubera zadają mu za pośrednictwem mediów społecznościowych różne pytania. Wraz z rozpoczęciem kariery bokserskiej w 2017 roku, Olatunji ograniczył publikacje na jego najpopularniejszym kanale jedynie do teledysków muzycznych.
Jego drugi kanał, "KSIOlajidebtHD V2", został założony 26 stycznia 2011 roku. Na tym kanale Olajide zaczął publikować letsplay'e z innych gier niż FIFA, np. Grand Theft Auto V. W tamtym czasie JJ również często prowadził transmisje na żywo w serwisie Twitch, na których również głównie grał w gry komputerowe. Kilkugodzinne zapisy wideo ze swoich transmisji również udostępniał na kanale "KSIOlajidebtHD V2". Od 2017 roku na tym kanale Olatunji zaczął publikować filmy typu vlog oraz filmy, na których reagował na memy tworzone przed jego fanów w serwisie Reddit.
W 2013 roku wraz z pięcioma innymi youtuberami z Wielkiej Brytanii założył grupę o nazwie Sidemen (wcześniej Ultimate Sidemen). W jej skład, poza Olajide, wchodzi jeszcze Ethan Payne (Behzinga), Simon Minter (Miniminter), Josh Bradley (Zerkaa), Tobi Brown (TBJZL) i Vikram Barn (Vikkstar123). W 2014 roku do tej grupy dołączył również Harry Lewis (W2S). Siedmioosobowa grupa założyła wspólny kanał w serwisie YouTube dnia 14 czerwca 2015 roku. Rok po założeniu kanału cała grupa zamieszkała w jednym domu, do którego się wprowadziła. Cena domu oscylowała w granicach od 7 do 8 milionów funtów.
KSI na własność posiada co najmniej 9 nagród od YouTube Awards za liczbę subskrybentów.
Jest współzałożycielem (wraz z Loganem Paulem) marki napojów PRIME oraz założycielem organizacji bokserskiej Misfits Boxing.

## Kariera bokserska
W lipcu 2017 KSI zaczepił angielskiego youtubera Joe Wellera, który w odpowiedzi wyzwał Olajide na pojedynek bokserski. Dnia 3 lutego 2018 roku JJ zmierzył się z Wellerem w boksie amatorskim z kaskami bokserskimi na głowach. Olatunji wygrał walkę w trzeciej rundzie poprzez techniczny nokaut. Po walce rzucił wyzwanie braciom Paul, Jake'owi oraz Loganowi. Mimo początkowej niechęci, na propozycję angielskiego youtubera przystał Logan Paul. 25 sierpnia 2018 roku w Manchesterze odbyła się walka pomiędzy youtuberami, zakończona remisem. 9 listopada 2019 roku zadebiutował w zawodowym boksie, w rewanżu z Loganem Paulem. Po sześciu rundach Olajide wygrał walkę przez niejednogłośną decyzję sędziów. Następnie Olatunji zrobił sobie prawię 3-letnią przerwę od boksu, na rzecz swojej kariery muzycznej oraz internetowej.
Swoją pierwszą walkę bokserską od listopada 2019 roku, Olajide miał stoczyć z amerykańskim youtuberem, Alexem Wassabi, który 5 marca 2022 roku pokonał w boksie brata JJ'a, Deji'ego. 2 tygodnie przed walką Wassabi wycofał się z pojedynku na skutek rzekomej kontuzji głowy. Amerykanina zastąpił brytyjski raper Brandon Scott o pseudonimie "Swarmz". Zastępstwo spotkało się z negatywną reakcją fanów z powodu wcześniejszej kolaboracji Scotta z KSI przy utworze "Houdini". W odpowiedzi na hejt KSI, który był odpowiedzialny za wydarzenie jako założyciel federacji Misfits Boxing, zaproponował, że stoczy dwa pojedynki jednego dnia, z czego jeden będzie przeciwko profesjonalnemu bokserowi. Początkowo, poza Swarmzem, brytyjski youtuber miał zmierzyć się z Bułgarem, Iwanem Nikołowem (3-16). Ten jednak został błyskawicznie usunięty z wydarzenia, kiedy na jaw wyszły jego rasistowskie i neonazistowskie tatuaże oraz poglądy. Jego zastępstwem został meksykański bokser Luis Alcaraz Pineda (2-5). 28 sierpnia 2022 roku KSI pokonał Scotta oraz Pinedę w kolejno drugiej i trzeciej rundzie poprzez techniczny nokaut. Pineda po walce JJ'em został zawieszony przez Ontario Athletic Commission za niesportowe zachowanie i domniemane oszukiwanie sędziego. Po main evencie, KSI do walki wyzwał m.in.: Tommy Fury'ego (brata Tysona Fury'ego) oraz Andrew Tate'a.
Dnia 14 stycznia 2023 roku Olajide miał zmierzyć się z amerykańskim zawodnikiem mieszanych sztuk walk – Dillonem Danisem. 10 dni przed walką Danis wycofał się jednak z pojedynku i KSI ponownie musiał walczyć z zastępczym zawodnikiem, którym okazał się współzałożyciel organizacji FaZe Clan, Thomas Olivieira, znany jako FaZe Temper. Walka zakończyła się zwycięstwem JJ'a w pierwszej rundzie za sprawą nokautu.
13 maja 2023 roku KSI zmierzył się z Joe Fournierem (9-1). Początkowo sędzia przyznał zwycięstwo youtuberowi w wyniku nokautu. Pierwotna decyzja została zmieniona, gdyż Olatunji przypadkowo użył łokcia. Walka została uznana za nieodbytą (no contest). Następny pojedynek JJ odbył z Tommy Fury'm dnia 14 października 2023 roku w Manchesterze. Youtuber przegrał tę walkę poprzez jednogłośną decyzję sędziów.
Od początku swojej kariery bokserskiej, Olatunji chciał walki z Jake Paulem. Mimo obustronnej nienawiści oraz zaostrzonej rywalizacji między youtuberami, na drodze do odbycia się wydarzenia stoją trudne negocjacje.   
| Wynik     | Rekord    | Przeciwnik          | Rozstrzygnięcie | Runda | Data       | Miejsce                      | Uwagi |
| --------- | --------- | ------------------- | --------------- | ----- | ---------- | ---------------------------- | --- |
| Przegrana | 5-1-1 (1) | Tommy Fury          | UD              | 6/6   | 14.10.2023 | Manchester Arena, Manchester | Main event.                                                                                              |
| NC        | 5-0-1 (1) | Joe Fournier        | NC              | 2/6   | 13.05.2023 | Wembley Arena, Londyn        | Main event, początkowo zwycięstwo przyzanane dla KSI, zmienione na NC po przypadkowym uderzeniu łokciem. |
| Wygrana   | 5-0-1     | Thomas Olivieira    | KO              | 1/6   | 14.01.2023 | Wembley Arena, Londyn        | Main event.                                                                                              |
| Wygrana   | 4-0-1     | Luis Alcaraz Pineda | TKO             | 3/3   | 27.08.2022 | O2 Arena, Londyn             | Main event.                                                                                              |
| Wygrana   | 3-0-1     | Brandon Scott       | TKO             | 2/3   | 27.08.2022 | O2 Arena, Londyn             | |
| Wygrana   | 2-0-1     | Logan Paul          | SD              | 6/6   | 09.11.2019 | Staples Center, Los Angeles  | Debiut w boksie zawodowym, Main event.                                                                   |
| Remis     | 1-0-1     | Logan Paul          | SD              | 6/6   | 25.08.2018 | Manchester Arena, Manchester | Main event.                                                                                              |
| Wygrana   | 1-0       | Joe Weller          | TKO             | 3/6   | 03.02.2018 | Copper Box Arena, Londyn     | Debiut w boksie amatorskim, Main event.                                                                  |

(Rekord KSI w boksie zawodowym to 4 zwycięstwa, 1 porażka oraz 1 no contest).
TKO – techniczny nokaut, KO – nokaut, UD – jednogłośna decyzja, SD – nie jednogłośna decyzja, NC – nie rozstrzygnięta/nieodbyta.

## Kariera muzyczna
Olajide jest także raperem. Pierwszą udokumentowaną piosenką youtubera jest "Chemistry Homework Rap", którą opublikował 3 listopada 2008 roku na kanale "JideJunior". Tak jak jego pierwszy opublikowany film w YouTube, ten również jest szkolnym zadaniem domowym JJ'a. Utwór opowiada o metodzie Habera i Boscha. Piosenka została wykonana na bicie utworu Birdmana "Pop Bottles" z gościnnym udziałem Lil Wayne'a.  Przed świętami bożonarodzeniowymi w 2011 roku wraz z Randolphem nagrał piosenkę pod tytułem "Heskey Time". Opowiada ona o Emile Heskey'u, który marnował wiele okazji strzeleckich w angielskiej Premier League, a sam KSI bardzo często żartował z angielskiego napastnika za pośrednictwem różnych mediów społecznościowych. Olatunji wyreżyserował również teledysk do piosenki "Get Hyper" Droideki, której często używał w swoich filmach wykonując tzw. harlem shake.
Jego pierwszy oficjalny singiel – "Lamborghini", został opublikowany 23 marca 2015 roku. Wystąpił w nim gościnnie raper P Money. Do tej pory teledysk piosenki został odtworzony ponad 100 milionów razy w serwisie YouTube i jest najpopularniejszym filmem youtubera. 29 marca tego samego roku "Lamborghini" zadebiutowało na UK Top 100 na 30. miejscu. Od 2015 roku Olajide wypuścił 4 minialbumy, kolejno "Keep Up", "Jump Around", "Space" oraz "Disstracktions". Ten ostatni zawierał głównie diss tracki z tzw. "diss track season". Bardzo ważnymi utworami dla JJ'a są "Creature" oraz "Transforming" wydane w okresie jego konfliktu z grupą Sidemen. Zawierają one sporo przemyśleń autora, a w teledysku tej pierwszej po raz pierwszy ma na sobie charakterystyczną bandanę. Pierwszym oficjalnym albumem youtubera jest "New Age" wydany w kolaboracji z Randolphem dnia 12 kwietnia 2019 roku. Zajął on 17. miejsce na liście tygodnika UK Official Album Charts. W maju 2020 roku KSI wydał swój pierwszy solowy album pod nazwą "Dissimulation", zawierający piosenki z gościnnymi występami takich artystów jak: Lil Pump, Smokepurpp, Trippie Redd, Rick Ross czy Lil Baby. Album w samej Wielkiej Brytanii sprzedał się w liczbie ponad 100 tysięcy egzemplarzy. "Dissimulation" zajęło 2. miejsce na liście UK Official Album Charts ku uciesze Olajide, który obiecał swoim fanom, że jeśli album zajmie 1. miejsce na liście, to ten zgoli się na łyso. Drugi solowy album JJ'a pod nazwą "All Over The Place" został wydany 16 lipca 2021 roku i zajął tym razem 1. miejsce na liście UK Official Album Charts. Oba albumy zajęły również kolejno 62. i 46. miejsca na liście albumów roku w Wielkiej Brytanii.

## Kontrowersje
6 sierpnia 2017 roku KSI na swoim najpopularniejszym kanale opublikował film, w którym ogłosił odejście z grupy Sidemen. Argumentował to chęcią kontynuowania swojej kariery internetowej na własną rękę w Stanach Zjednoczonych oraz konfliktem z członkiem grupy Ethanem Payne. Dzień później Behzinga opublikował diss track na Olajide rozpoczynając tym samym tzw. "diss track season", w którym to kolejno Miniminter, W2S oraz Vikkstar123 udostępnili w YouTube swoje dissy na JJ'a oraz na osoby z nim związane. Po dwóch tygodniach KSI wrócił jednak do domu grupy Sidemen oraz załagodził konflikt z youtuberami, w tym z Ethanem Payne. Grupa po konflikcie zyskała ogromną popularność i uważa się, że cały "diss track season" mógł być ustawioną i zaplanowaną akcją, co zasugerował sam Olatunji filmem opublikowanym 14 listopada 2017 roku.
18 listopada 2018 roku na kanał grupy Sidemen w YouTube został dodany film "Sidemen Family Fortunes". W filmie Randolph stwierdza, że kanał w YouTube brata JJ'a, Deji'ego, jest "martwy" (czyli słabo prosperujący w serwisie internetowym). Młodszy brat JJ'a publikuje film, gdzie krytykuje Randolpha i nie zgadza się z jego wypowiedzią. Obaj panowie dodają na YouTube diss tracki na siebie, na które filmy reagujące publikuje KSI, gdzie postanawia pozostać bezstronny, a nawet zaatakować swojego brata, za to, że ten do swojego teledysku użył zrzutów ekranowych konta bankowego JJ'a. Między braćmi wywołuje się konflikt, którego eskalacja doprowadza do tego że Olajide zostaje wyproszony z domu rodzinnego podczas Świąt Bożego Narodzenia. 20 czerwca 2021 roku na kanał Deji'ego zostaje dodany film "Reunion With My Brother", gdzie bracia są ponownie razem w domu rodzinnym i rozmawiają o m.in. przeszłości między nimi czy przegranych walkach Deji'ego w boksie.

## Życie prywatne
Olatunji od początku nagrywania w serwisie YouTube, promował swojego brata Deji'ego. Wraz napływem popularności Deji założył swój własny kanał na YouTube pod nazwą ComedyShortsGamer. Olajide w 2012 roku zaczął spotykał się z Seaną Cuthbert, o której nagrał piosenkę z minialbumu "Disstracktions" pod nazwą "Noob". Cuthbert pozostaje jedyną oficjalną partnerką JJ'a, gdyż KSI stara się utajniać tożsamość kobiet z jakimi się spotyka.
KSI ma wytatuowane "Knowledge", czyli "wiedza" na klatce piersiowej oraz "Strength" i "Integrity" na przedramieniach, oznaczające kolejno "siłę" i "uczciwość". Wraz z odejściem od publikowania na swoich kanałach w YouTube gamingu, to te słowa zaczęły składać się na jego, skrócony z "KSIOlajideBT", pseudonim internetowy, czyli "KSI".